# Lyn og Torden
Lyn og Torden (originaltitel Why Worry?) er en amerikansk stumfilm fra 1923 af Fred C. Newmeyer og Sam Taylor.

## Medvirkende
- Harold Lloyd som Harold Van Pelham
- Jobyna Ralston
- John Aasen som Colosso
- Wallace Howe
- James Mason som Jim Blake
- Leo White
- Gaylord Lloyd
- William Gillespie
- Mark Jones